# Guerre du Kongo-Wara
La guerre du Congo-Wara ou Kongo-Wara  appelée également « guerre du manche de houe » ou « guerre des Gbayas » fut une révolte anticoloniale qui surgit dans les anciens territoire coloniaux  de l'Afrique-Équatoriale française (AEF) et du Cameroun français, entre 1928 et 1932 (ou 1933, si l'on tient compte de la fin effective de toutes les manifestations insurrectionnelles). Elle fut provoquée par le recrutement intempestif et l’exploitation abondante de la population locale, organisés par les autorités françaises afin de construire des lignes de chemin de fer et d’extraire du latex. La plupart des conflits eurent lieu dans un espace géographique qui compose aujourd’hui une partie de la République centrafricaine ; la révolte est principalement rurale. 

## Contexte

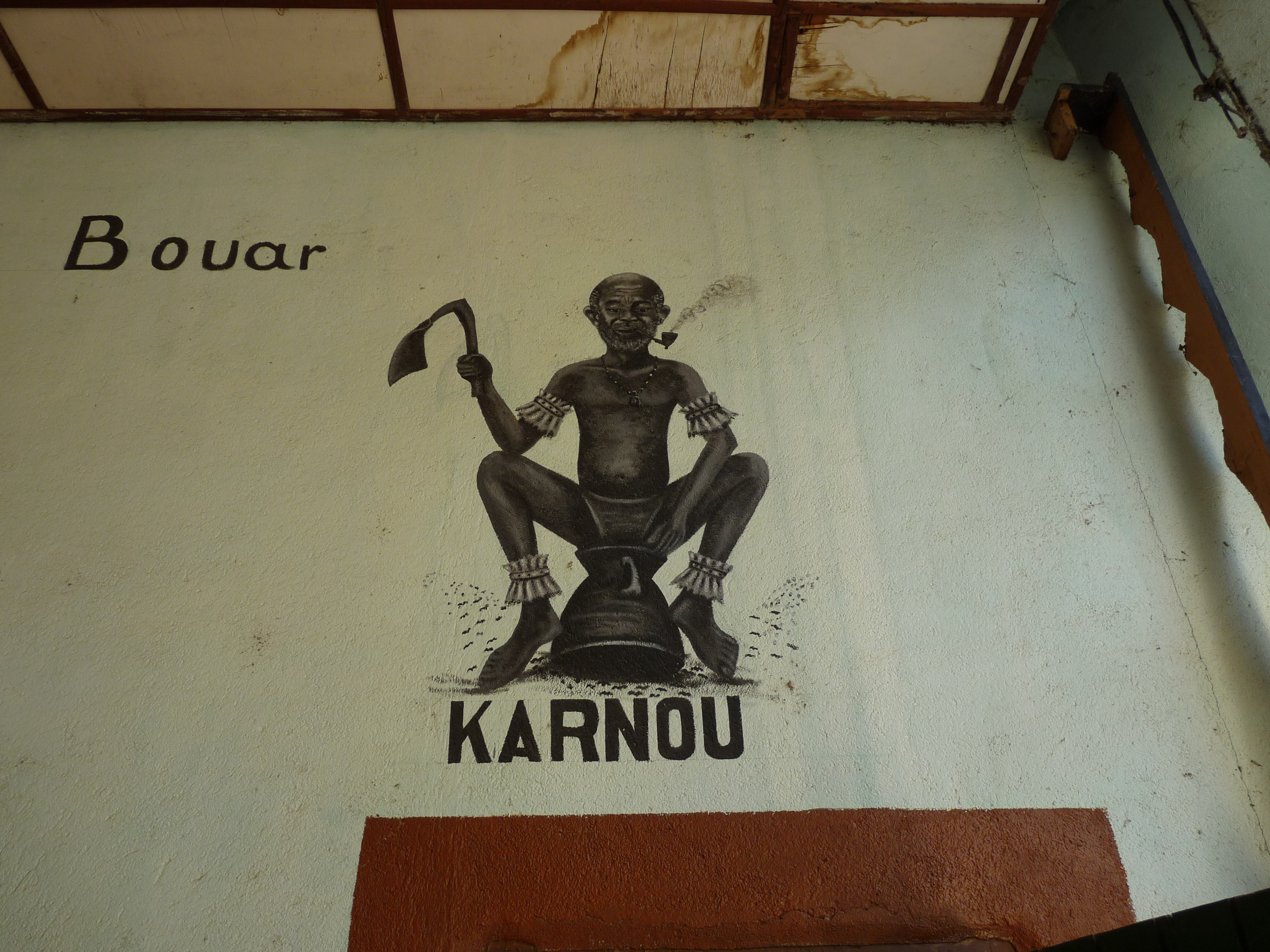
Fresque représentant Karnou à Bouar en 2015.

Barka Ngainoumbey, connu sous le nom de Karnou (ou Karinou), « celui qui peut changer le monde », était un guide religieux, féticheur et médecin traditionnel Gbaya, originaire de la région du bassin de la rivière Sangha. En 1924, il commença à prôner la résistance non violente aux colonisateurs français à cause de la mobilisation et de l’exploitation, souvent inhumaines, des populations locales, dans la construction du chemin de fer Congo-Océan et l’extraction du latex prit également position contre les Européens et les Peuls qui administrèrent au nom de la France certaines portions du territoire Gbaya, localisées au Cameroun français,,. Le renversement pacifique des Français et des Peuls devait procéder de l’utilisation de médecine traditionnelle locale, symbolisée par un petit bâton crochu qui ressemblait à un manche de houe miniature (Kongo wara) et fut distribué par Karnou à ses disciples.  
Un mouvement émergea autour de Karnou, qui incita à ne plus travailler pour des Blancs. Il instaura ensuite la cérémonie du kongo-wara  qui devait apprendre aux guerriers à transformer les Blancs en gorilles et leur permettre de devenir invincibles face aux balles (avant 1925). Il s’opposa également à la colonisation, d’abord en prônant la résistance passive et la désobéissance civile, puis en provoquant un boycott des marchandises européennes et une solidarité entre les populations de couleur noire,. Ce mouvement, qui partit de Nahing, le village natal de Karnou, passa inaperçu auprès de l'administration française, qui avait une présence limitée dans la région, jusqu'en 1927, lorsque de nombreux partisans de ce mouvement commencèrent à prendre les armes. À cette époque, le mouvement comptait plus de 350 000 membres, dont environ 60 000 guerriers. Cette unité fut véritablement inédite dans une région prétendument fragmentée sur le plan de l’organisation sociale et politique,.

## Combats
Le conflit armé éclata à la mi-1928, lors d’une rixe entre les partisans de Karnou et un groupe de pasteurs peuls entre les villes de Baboua et Bouar, qui fut suivie par des attaques similaires sur une caravane de marchands haoussas près de Gankombon et sur un agent agricole français, escorté par des policiers dans le village de Nahing. Le message de Karnou se propagea rapidement sur la foi de ses engagements. De nombreux groupes gbayas, éloignés, envoyèrent des émissaires à Karnou afin de s’enquérir de ses méthodes. La violence atteignit rapidement les commerçants français, toute structure émanant de l’État français, ainsi que les chefs locaux et les soldats qui travaillaient pour l’État français. La ville de Bouar fut occupée et brûlée par les partisans de Karnou. L’insurrection qu’ils menèrent dura plusieurs mois malgré leur maigre équipement.
Une contre-attaque française fut lancée avec des troupes supplémentaires à la fin l’année 1928. Elle se solda par la mort de Karnou, le 11 décembre 1928, tué par une patrouille militaire française. La rébellion continua cependant à se propager de façon disparate dans le bassin de la Sangha, incluant çà et là des groupes voisins du Cameroun et de la sous-région de l’Oubangui, à savoir les vallées de la Mbéré et de la Vina, au Cameroun français, autour des villes de Baibokoum et Moïssala au sud du Tchad, autour des villes de Yaloke, Bambio, Ndélé et Boda dans les préfectures de Mambéré-Kadéï et Lobaye, régions de l'Oubangui-Chari, et autour de la ville de Berandjoko au Congo français. 
Afin de réduire en pièces la « dissidence », les troupes françaises furent dépêchées pour emprisonner les partisans de ce mouvement, puis envoyées dans des zones de forêt exemptes de toute rébellion pour y reloger des populations indigènes. Les autorités françaises tentèrent également de recruter de force une population locale, nombreuse, dans le but de lutter contre les opposants à son emprise. Ces tentatives échouèrent largement. La plupart des groupes sociaux s’y dérobèrent, y compris les Ngandos (en), dont beaucoup quittèrent leurs villages pour s’installer au cœur de la forêt pendant toute la durée du conflit, comme cela avait été observé pendant les périodes de travail forcé. La dernière étape du conflit, connue sous le nom de « guerre des grottes », eut lieu en 1931. 
Sous la prémisse de leur invulnérabilité, les tenants du Kongo-Wara combattirent les soldats européens, munis d'un manche de houe sacré. Ce mysticisme, perpétué par Karnou, encouragea les villageois dépourvus d’équipements militaires, à se battre courageusement, quoique imprudemment. Un exemple particulièrement évocateur de ce type de comportements est le récit, conservé, d'un homme dansant devant un commandant français, tout en le menaçant avec une lance et chantant : « Tire, gorille, votre pistolet ne tirera que de l'eau ! »

## Allégeances
Bien qu’elle fût initialement une réponse aux atrocités commises par les sociétés concessionnaires du territoire circonscrit à l’Oubangui-Chari, la rébellion se propagea rapidement à l'est du Cameroun et au sud du Tchad, qui n’avaient jamais été contrôlés par de telles sociétés. Parmi les groupes Gbayas, ceux vivant à l’est du Cameroun et à l’ouest de Oubangui-Chari, qui avaient noué des liens amicaux avec leurs voisins peuls et les anciens colonisateurs allemands et/ou français, se joignirent à l'administration française, s’opposant de facto aux partisans du soulèvement. Cette décision découlerait des relations diplomatiques étroites qu’ils entretenaient avec les colonisateurs et qui leur ont permis d’accéder au rang officiel de chefs. On peut citer les exemples suivants, au Cameroun, les chefs Gbayas des villages de Alim et de Gbangen, respectivement dans les vallées de la Mbéré et de la Pangara, le chef Gbaya dans le village de Lokoti et le chef Mboum dans le village de Mboula, tous deux dans la sous-préfecture de la Meiganga. Les chefs Gbayas des villages de Abba et à Gaza en Oubangui-Chari prêtèrent également leur concours à l'administration française. 
Une grande partie de ce surcroît d’activisme contre la France était, principalement, une suite de réactions isolées à la répression aveugle de la France, marquée par une relation très distante avec le mouvement de Karnou, tout au plus nominale et opportuniste.

## Conséquences
La guerre du Kongo-Wara prit fin en 1931 et devint la plus grande insurrection armée de l'Afrique-Équatoriale française, du Cameroun français. Elle aboutit notamment à l’emprisonnement et à l’exécution des leaders de ce mouvement d’émancipation, même si Bissi et Yandjere, deux des lieutenants de Karnou, ne furent capturés qu’en 1935. Une population indigène nombreuse fut déplacée de force dans des villages spécifiques, dans lesquels elle pouvait être plus facilement administrée. Deux de ces villages sont Ngoundi et Ndélé de la préfecture de la Sangha-Mbaéré,. 
En 1933, afin d'affirmer son contrôle sur la région, l'administration française divisa le département de la Kadei-Sangha, d’où la rébellion avait pris forme, en départements de la Haute-Sangha et de la N'Goko-Sangha. L'année suivante, les deux départements furent à nouveau fusionnés. En réponse à la rébellion, les autorités françaises décidèrent de ne pas renouveler les baux des sociétés concessionnaires. Toutefois, les intérêts des entreprises européennes, y compris les plantations, continuèrent à être promus dans la région,. 
L’annonce de ce soulèvement en Europe porta l’attention du grand public sur les conditions de vie des travailleurs d’Afrique centrale. Elle conduisit à une critique de la domination française en Afrique, par les communistes et d'autres groupes, au point d’alimenter l’idée que les communistes français auraient favorisé l’émergence de ce mouvement insurrectionnel. Sans être parvenue à reconquérir l'indépendance des peuples du territoire de l'Oubangui-Chari, face à l'administration coloniale française, la rébellion Kongo-Wara obtint une amélioration des conditions de travail indécentes qui avaient concouru au soulèvement des populations indigènes, marquée par la volonté, intéressée, de l'administration française, de réduire les formes d'oppression qui lui avaient valu une presse négative.
Pendant les années 1940 et 1950, le nationaliste avant-gardiste centre-africain, puis premier Premier ministre du territoire autonome, Barthélemy Boganda, se compara lui-même à Karnou et mobilisa à des fins politiques et le plus largement possible, les sentiments nationalistes et la capacité d’action des Centrafricains. Boganda décédera dans la région de la Lobaye, dans un accident d'avion prétendument accidentel, près du lieu où Karnou aurait vu un signe divin, sous la forme d'une étoile filante. 
L'histoire de cette insurrection continue à être transmise en République centrafricaine, notamment sous la forme de contes traditionnels Gbayas ou de chansons. Elle conserve toute pertinence, à la lumière des explications apportées par les prophéties de Karnou aux changements radicaux subis par les Africains sous le colonialisme, tels que les nouveaux ordres religieux, politico-économique et chrétien.